# スペースポリス
『スペースポリス』は、2004年10月16日に公開され、渡辺一志が監督した日本映画。上映時間75分。主演は忍成修吾、榮倉奈々。

## ストーリー
平凡な青年が謎の中年男と共に地球の命運をかけて戦う姿を描いたSFドラマ。

## 出演者
- 耕一：忍成修吾
- ユカリ：榮倉奈々
- パンクキッズ ：浅利陽介、 やまもとまさみ、広瀬大輔
- ミスター東京：鳥肌実
- ハンバーガーにされてしまう男：杉作J太郎
- ビデオ屋の店員：竹山隆範
- CMガール：安田美沙子、岩佐真悠子
- アンドロメダバーガー店長：板尾創路
- 軍曹：目黒祐樹

## スタッフ
- 監督：渡辺一志
- 脚本：渡辺一志
- 製作総指揮：古屋文明、仁平静夫
- 製作：小松賢志